# ناحیه پوگرادتس

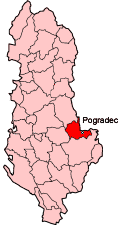

نام یکی از استان‌های سی‌وشش‌گانه کشور آلبانی است.